# Церква Святих верховних апостолів Петра і Павла (Південне)
Церква Святих верховних апостолів Петра і Павла — чинна церква в місті Південне Одеського району, Одеська область. Парафія належить до Одеського екзархату УГКЦ Української греко-католицької церкви.

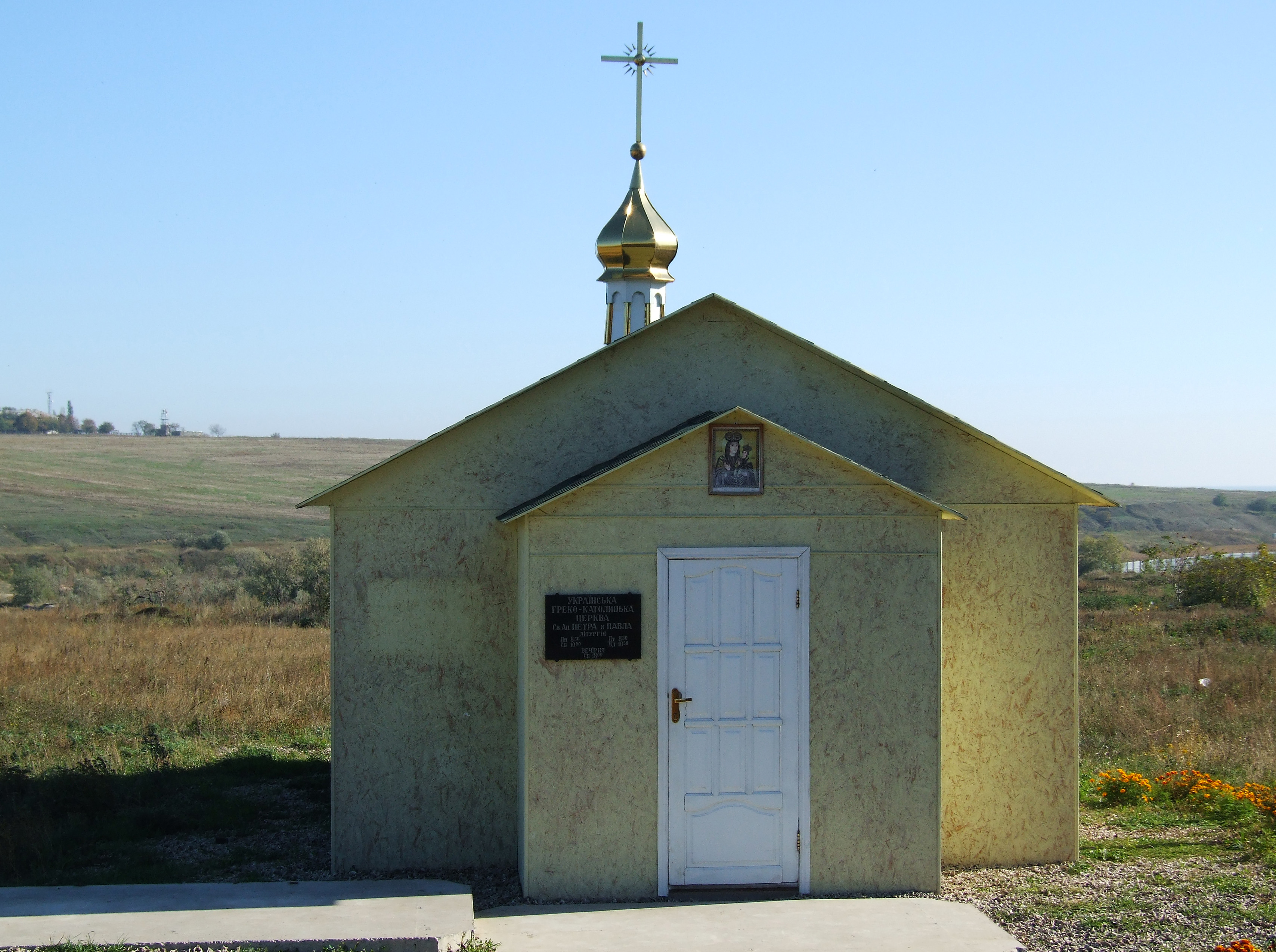
Тимчасова капличка, що діяла до 2018 року

Служби в місті Южному проводилися ще з 1996 р., а першу греко-католицьку парафію було зареєстровано 18.02.1998 року. До 2005 р. служби проводилися в різних тимчасових приміщеннях, а в грудні 2005 р. митрополит Любимир Гузар, митрополит Василь Семенюк, єпископи Василь Івасюк і Степан Меньок освятили тимчасову каплицю на вулиці Будівельників, названу на честь святих Апостолів Петра і Павла. Першим душпастирем став отець Йосип Славич, а з 1999 року і до сьогодні парохом є отець Василь Колодчин.
Будівництво сучасного храму було розпочато в червні 2007 року і завершилося за 10 років. 8 липня 2018 відбулося освячення новозбудованого храму главою Української Греко-Католицької Церкви Блаженнішим Святославом.

## Галерея

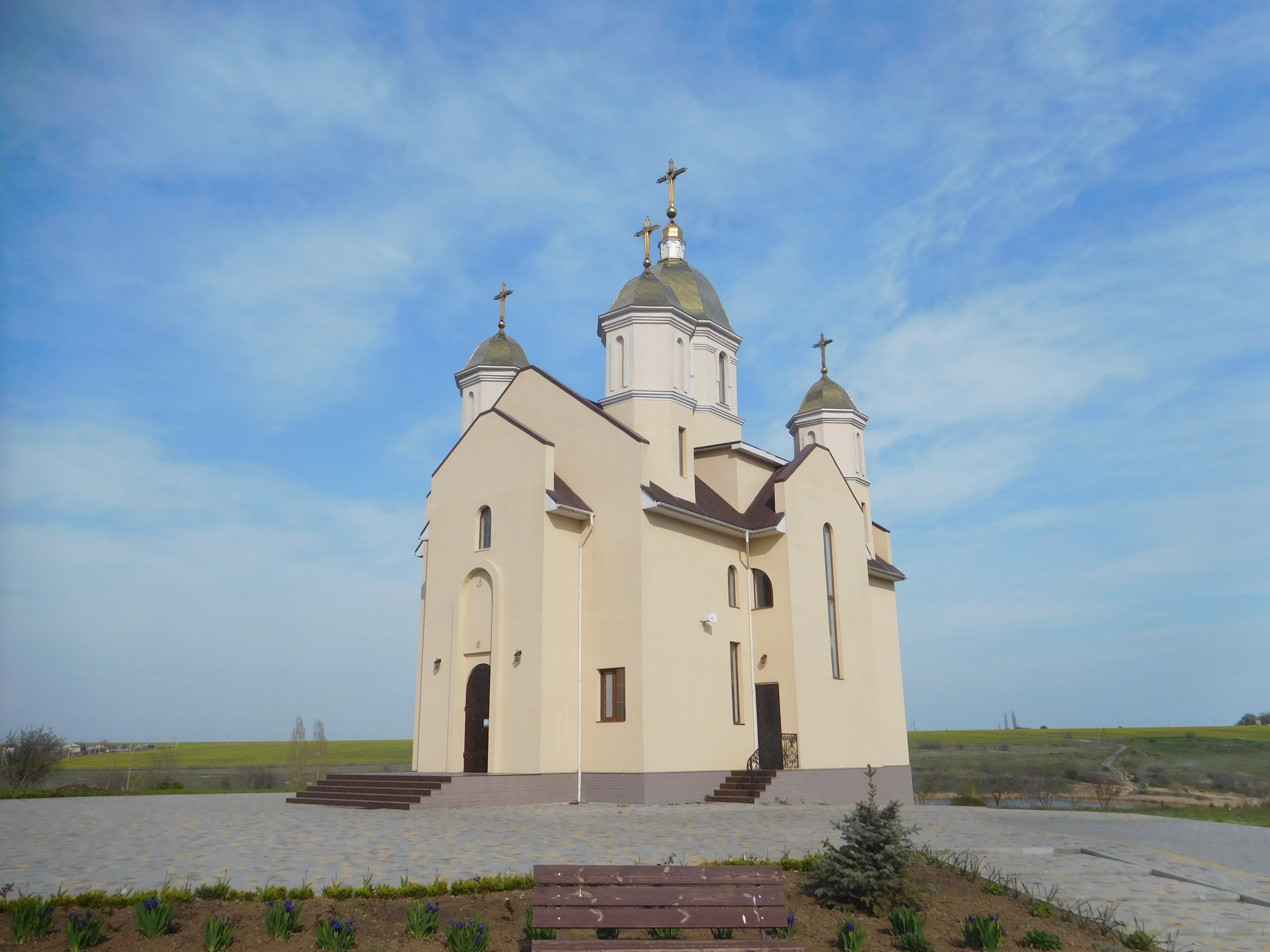
Вигляд церкви в 2020 році
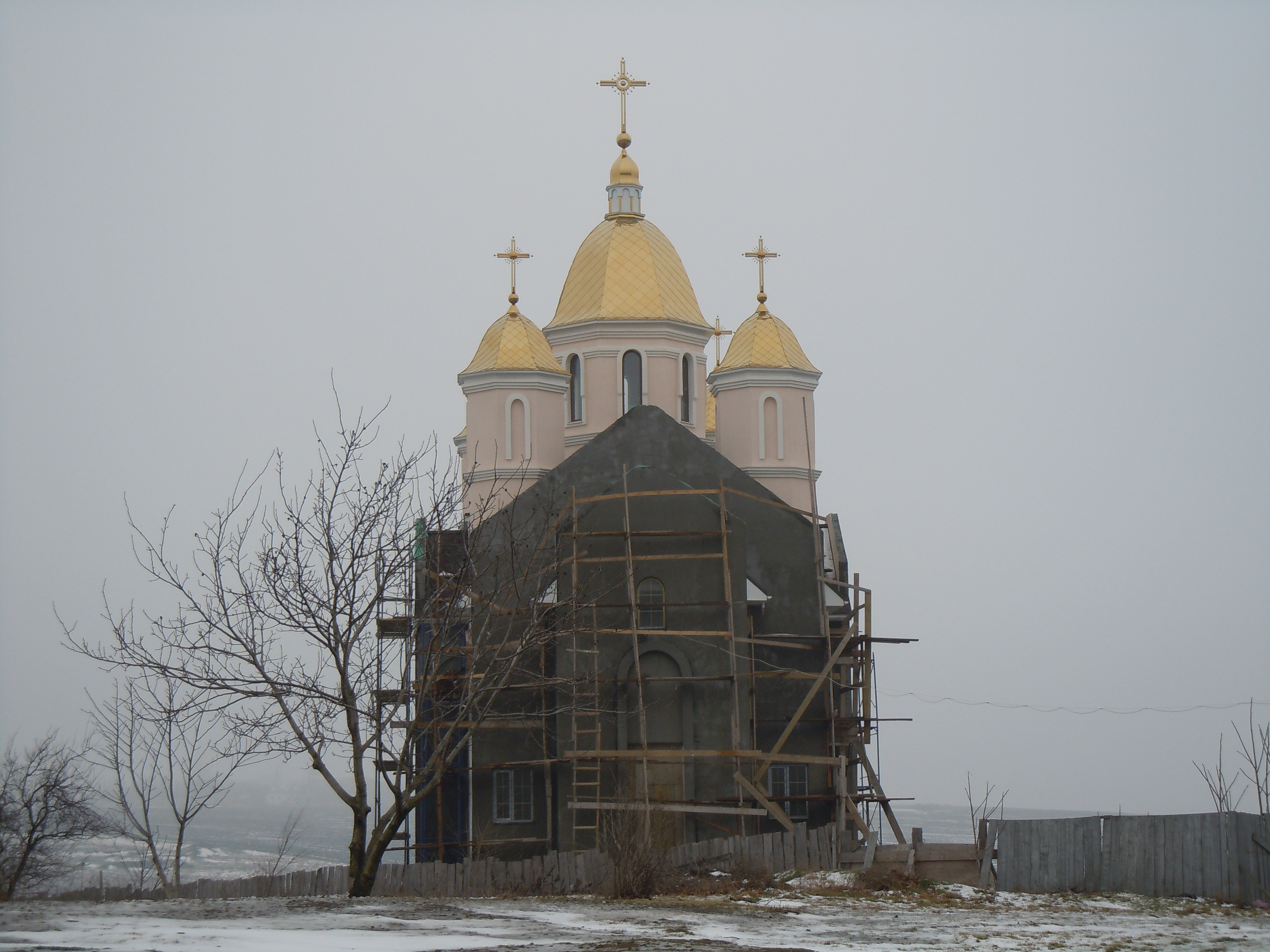
Церква взимку 2014 року - під час розбудови
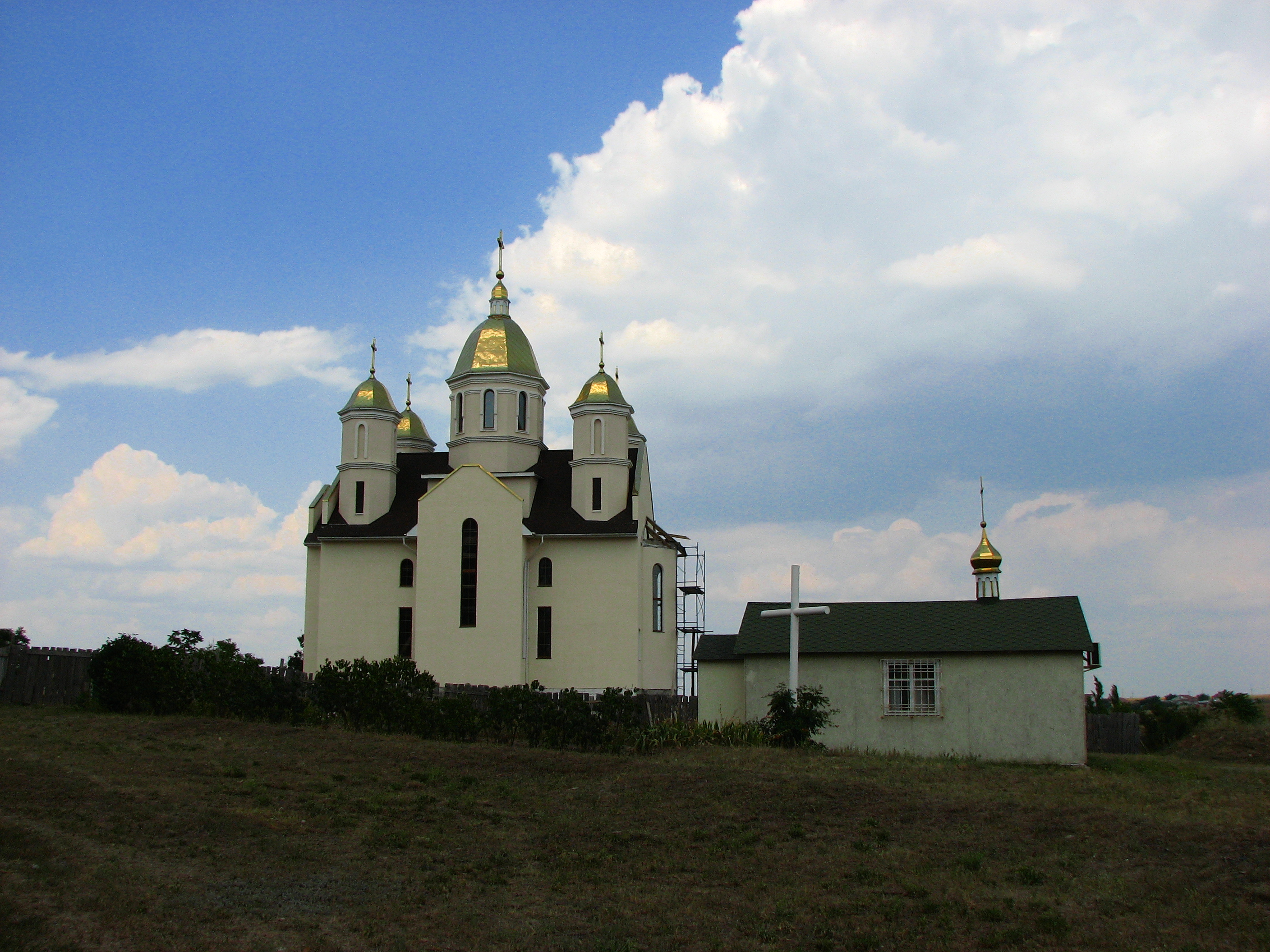
Церква в серпні 2014 р. - видно тимчасову капличку поруч
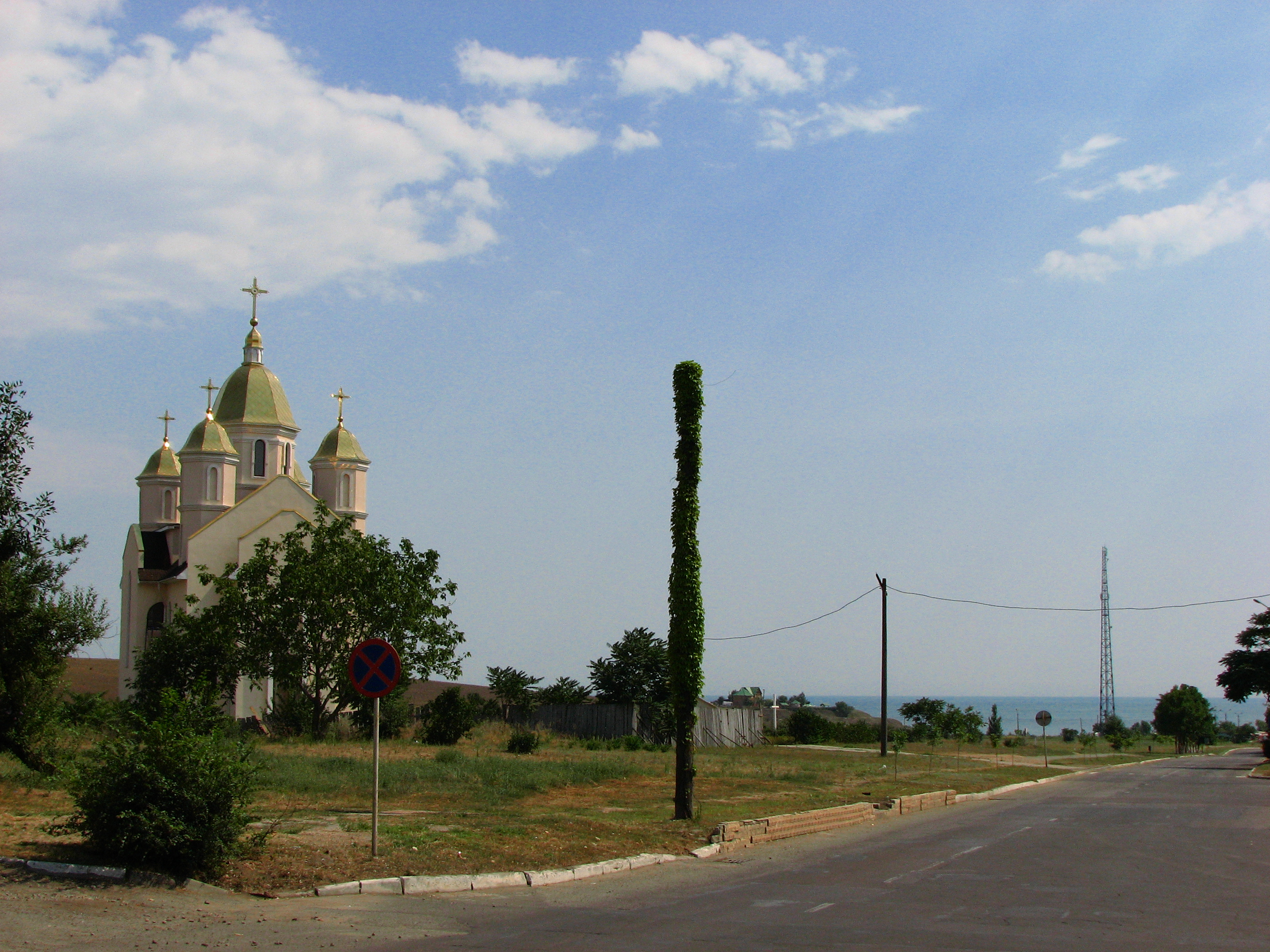
Вигляд на вул. Будівельників і церкву
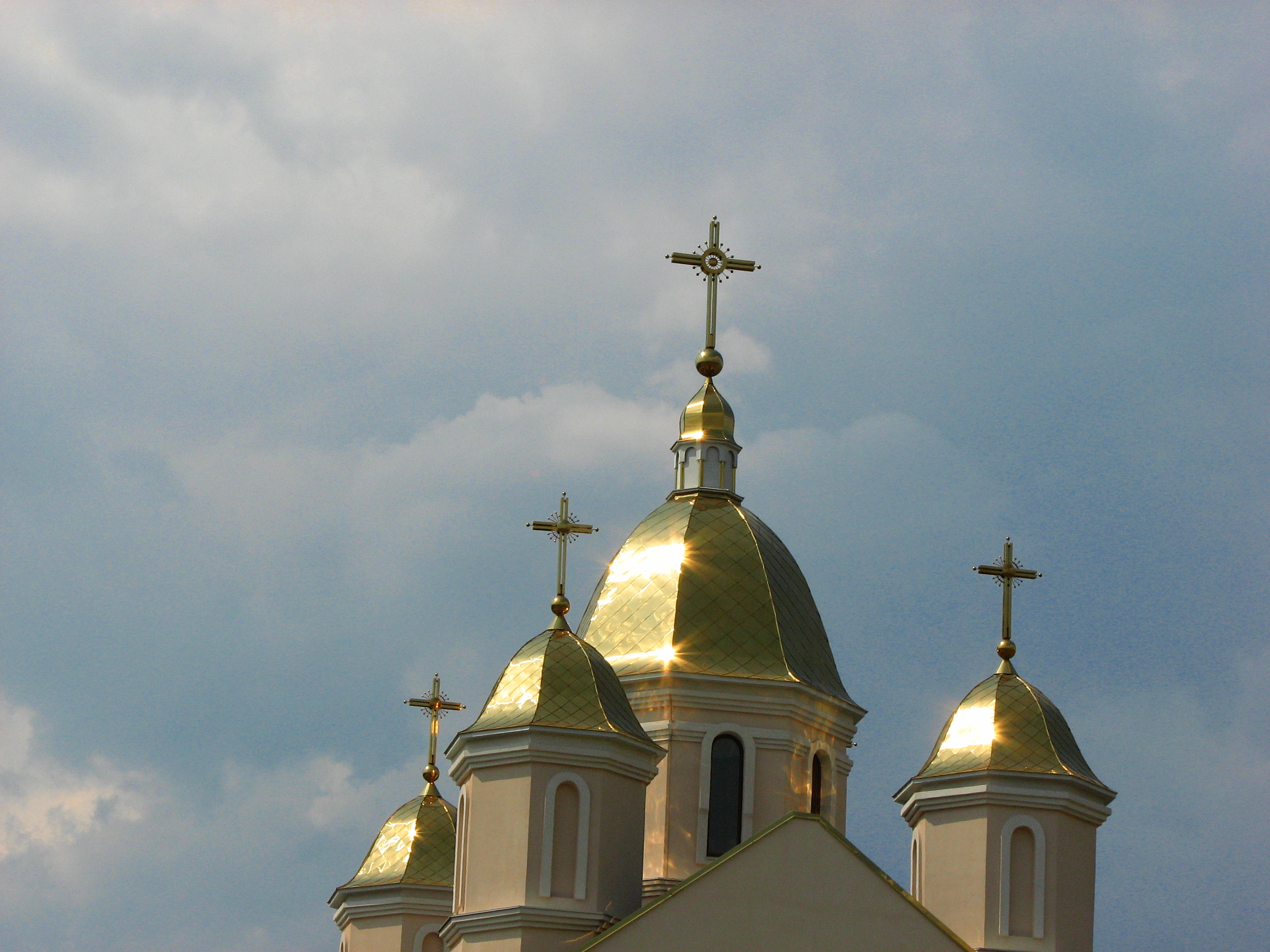
Золоті бані